# Nonesuch Records
Nonesuch Records je americké hudební vydavatelství, které se věnuje mnoha různým hudebním stylů, od klasické hudby přes jazz až po folk či rock. Založil jej v roce 1964 podnikatel Jac Holzman, který již dříve založil společnost Elektra Records. Původně se vydavatelství věnovalo klasické hudbě. V roce 1965 vydavatelství začala vést klavíristka Teresa Sterne, která jej opustila roku 1979. Později se na nejvyšší pozici vystřídalo několik dalších lidí a roku 1984 se jeho prezidentem stal Robert Hurwitz. Mezi umělce, jejichž alba toto vydavatelství publikovalo, patří například experimentální hudebnice Laurie Anderson, smyčcové kvarteto Kronos Quartet, jazzový kytarista Pat Metheny, skladatelé Caroline Shaw a John Zorn, rocková skupina The Black Keys či anglický zpěvák Robert Plant.